# Соус гольф
Соус гольф (ісп. salsa golf) — це холодний соус густої консистенції, поширений в Аргентині. За легендою, його винайшов нобелівський лауреат Луїс Федеріко Лелуар у середині 1920-х років у гольф-клубі на морському курорті Мар-дель-Плата, копіюючи знаменитий коктейльний соус з Колумбії. Втомившись їсти креветки з майонезом, він попросив офіціанта різні інгредієнти (оцет, лимон, гірчицю, кетчуп та інші) та експериментував з різними сумішами. Найбільше йому сподобалася комбінація кетчупу та майонезу. Супутники Лелуара назвали результат соус гольф. Незабаром він набув популярності не тільки в Аргентині, а й в Уругваї.

## Рецепт
Існує кілька варіацій рецепта, але соус завжди є переважно сумішшю майонезу з томатним соусом, таким як кетчуп. Приправами, що додаються, щоб надати соусу аргентинського смаку, є пім'єнто, орегано та кмин.
Соус гольф використовується для заправки салатів, м'яса та іншої їжі, і це головний інгредієнт типової аргентинської страви під назвою палмітос з соусом гольф (ісп. palmitos con salsa golf, серцевина пальми, що подається загорнута в шинку з соусом гольф). У Парагваї соус гольф теж дуже популярний і його іноді їдять з перепелиними яйцями. Страва ревуелто ґрамахо (ісп. revuelto gramajo) подається також з соусом гольф.

## Поширення
Він відомий як рожевий соус в Іспанії (ісп. salsa rosa), Венесуелі та Колумбії (ісп. salsa rosada), і Бразилії (порт. molho rosé). У Пуерто-Рико його називають майокетчуп (ісп. mayokétchup), а в Домініканській Республіці — майокачу (ісп. mayocachú). У країнах поза Південною Америкою, соус гольф більш відомий як соус Мері Роуз або соус для смаження.
Подібним є соус американської кухні — соус тисячі островів.